# Hidden Valley
Hidden Valley es un lugar designado por el censo ubicado en el condado de Dearborn en el estado estadounidense de Indiana. En el Censo de 2010 tenía una población de 5387 habitantes y una densidad poblacional de 471,85 personas por km².

## Geografía
Hidden Valley se encuentra ubicado en las coordenadas 39°10′6″N 84°50′42″O / 39.16833, -84.84500. Según la Oficina del Censo de los Estados Unidos, Hidden Valley tiene una superficie total de 11.42 km², de la cual 10.72 km² corresponden a tierra firme y (6.13%) 0.7 km² es agua.

## Demografía
Según el censo de 2010, había 5387 personas residiendo en Hidden Valley. La densidad de población era de 471,85 hab./km². De los 5387 habitantes, Hidden Valley estaba compuesto por el 97.64% blancos, el 0.24% eran afroamericanos, el 0.13% eran amerindios, el 0.5% eran asiáticos, el 0.02% eran isleños del Pacífico, el 0.43% eran de otras razas y el 1.04% pertenecían a dos o más razas. Del total de la población el 1.36% eran hispanos o latinos de cualquier raza.